# Saint-Germain-de-Joux
Saint-Germain-de-Joux es una comuna francesa situada en el departamento de Ain, de la región de Auvernia-Ródano-Alpes. 

## Demografía
| 706 | 615 | 546 | 536 | 465 | 476 | 494 | 473 | 501 |
| Para los censos de 1962 a 1999 la población legal corresponde a la población sin duplicidades (Fuente: INSEE [Consultar]) |     |     |     |     |     |     |     |     |

## Historia
- En 1845 se le segregaron las aldeas de Plagne y de Tré-Montréal para crear junto con Chaillet (procedente de Charix) la comuna de Plagne.

## Personajes vinculados
- Jean Tardieu (1903-1995), poeta, nació en Saint-Germain-de-Joux.